# Amiruddin Sharifi
Amiruddin Sharifi (dari : امرالدين شریفی) est un footballeur international afghan né le 23 mars 1992. Il évolue au poste d'attaquant au Fortis FC.

## Biographie

### En club
Il commence sa carrière dans le championnat de Kaboul en 2012 avec l’Esteghlal Kaboul puis le Big Bear FC avec qui il est sacré champion en 2013.
Il rejoint ensuite Shaheen Asmayee évoluant en championnat d'Afghanistan pour l’édition 2013 qu’il remporte (6 matchs 1 but).
Il refait un passage à Big Bear pour le championnat de Kaboul 2014 avant de revenir du côté de Shaheen.
Il remporte à nouveau le championnat afghan en 2014, inscrivant 5 buts en 5 matchs. L’édition 2015 est plus compliquée sur le plan personnel et collectif puisqu’il ne joue pas et voit son équipe s’incliner en finale. Il est sacré une troisième fois champion en 2016 et termine meilleur buteur avec 6 buts en autant de matchs. Grâce à ce titre, il fait partie de la première équipe afghane à jouer la Coupe de l'AFC. Il s’incline alors en playoffs de qualification à la Coupe de l'AFC 2017 contre Khosilot Farkhor. Puis il participe à la Sheikh Kamal International Club Cup 2017 qui voit son équiper terminer dernière de son groupe. Il termine tout de même meilleur buteur de la compétition avec 4 réalisations.
Pour le championnat d'Afghanistan 2017, il s’engage avec De Maiwand Atalan, équipe représentant la ville de Kandahar. Malheureusement, il s’incline en finale contre son ancien club mais termine meilleur buteur pour la deuxième saison consécutive avec 5 réalisations.
En 2018, il rejoint la Kyrgyzstan League et le FC Alay Och avec qui il remporte directement la Supercoupe du Kirghizistan. Il joue son premier match le 7 mars 2018 en Coupe de l'AFC 2018 contre le FK Altyn Asyr (défaite 6-3). Il inscrit ses premiers buts à l'occasion d'un doublé face au Neftchi Kotchkor-Ata (2-2) le 9 mai 2018. Pour sa première saison, il termine deuxième du championnat ainsi que du classement des buteurs avec 21 buts. La saison suivante, il participe aux barrages de la Coupe de l'AFC 2019 face au FK Ahal Änew. Malheureusement, avant la reprise du championnat, il se blesse grièvement au genou à l'entraînement et ne rejouera plus de la saison.
En février 2020, il rejoint le FC Neftchi Kotchkor-Ata. Il dispute son premier match le 19 février lors des barrages de la Coupe de l'AFC 2020 face aux tadjiks du FK Khodjent (1-1). Il inscrit son premier but le 13 août en championnat lors de la victoire 1-0 contre son ancien club le FC Alay Och. Le 18 septembre 2021, il remporte la Coupe du Kirghizistan face à l'Alga Bichkek (0-0 4-3) en transformant son tir au but.
En novembre 2021, il rejoint le Bangladesh Police FC. Il dispute son premier match le 30 novembre 2021 lors de la phase de poule de l'Independence Cup face à Chittagong Abahani (1-1). Lors des quarts de finale, il inscrit son premier but sous ses nouvelles couleurs, permettant à son équipe de s'imposer 1-0 contre Sheikh Russell KC.

### En équipe nationale

#### Afghanistan
Il reçoit sa première sélection en équipe d'Afghanistan le 2 mars 2013, lors des qualifications de l'AFC Challenge Cup 2014 contre le Sri Lanka (victoire 1-0).
Il participe ensuite à la Coupe d'Asie du Sud 2013 et à l'AFC Challenge Cup 2014.
Il marque son premier but international le 6 février 2015, en amical contre le Pakistan (défaite 2-1).

## Statistiques

### Buts internationaux
| Buts internationaux d'Amiruddin Sharifi | Buts internationaux d'Amiruddin Sharifi | Buts internationaux d'Amiruddin Sharifi | Buts internationaux d'Amiruddin Sharifi | Buts internationaux d'Amiruddin Sharifi | Buts internationaux d'Amiruddin Sharifi | Buts internationaux d'Amiruddin Sharifi                             |
| N°                                      | Date                                    | Lieu                                    | Adversaire                              | Score                                   | Résultat                                | Compétition                                                         |
| --------------------------------------- | --------------------------------------- | --------------------------------------- | --------------------------------------- | --------------------------------------- | --------------------------------------- | ------------------------------------------------------------------- |
| 1.                                      | 6 février 2015                          | Punjab Stadium, Lahore, Pakistan        | Pakistan                                | 1–1                                     | 1-2                                     | Match amical                                                        |
| 2.                                      | 3 juin 2021                             | Stade Jassim-bin-Hamad, Doha, Qatar     | Bangladesh                              | 1–0                                     | 1-1                                     | Éliminatoires de la zone Asie de la Coupe du monde de football 2022 |

### Sélections
| Liste des sélections d'Amiruddin Sharifi | Liste des sélections d'Amiruddin Sharifi | Liste des sélections d'Amiruddin Sharifi                     | Liste des sélections d'Amiruddin Sharifi | Liste des sélections d'Amiruddin Sharifi | Liste des sélections d'Amiruddin Sharifi                  | Liste des sélections d'Amiruddin Sharifi | Liste des sélections d'Amiruddin Sharifi                              |
| N°                                       | Date                                     | Lieu                                                         | Adversaire                               | Résultat                                 | Compétition                                               | But                                      | Notes                                                                 |
| ---------------------------------------- | ---------------------------------------- | ------------------------------------------------------------ | ---------------------------------------- | ---------------------------------------- | --------------------------------------------------------- | ---------------------------------------- | --------------------------------------------------------------------- |
| 1.                                       | 2 mars 2013                              | Stade national du Laos, Vientiane, Laos                      | Sri Lanka                                | 1-0                                      | Éliminatoires de l'AFC Challenge Cup 2014                 |                                          | Titulaire, remplacé par Harez Habib à la 78e minute de jeu.           |
| 2.                                       | 20 août 2013                             | Stade Ghazi, Kaboul, Afghanistan                             | Pakistan                                 | 3-0                                      | Match amical                                              |                                          | Titulaire, remplacé par Maruf Mohammadi à la 64e minute de jeu.       |
| 3.                                       | 2 septembre 2013                         | Stade Halchowk, Kathmandou, Népal                            | Bhoutan                                  | 3-0                                      | Premier tour de la Coupe d'Asie du Sud 2013               |                                          | Titulaire, remplacé par Maruf Mohammadi à la 62e minute de jeu.       |
| 4.                                       | 8 septembre 2013                         | Stade Dasarath-Rangasala, Kathmandou, Népal                  | Népal                                    | 1-0                                      | Demi-finale de la Coupe d'Asie du Sud 2013                |                                          | Titulaire, remplacé par Hashmatullah Barakzai à la 95e minute de jeu. |
| 5.                                       | 4 mai 2014                               | Stade Pamir, Douchanbé, Tadjikistan                          | Tadjikistan                              | 1-0                                      | Match amical                                              |                                          | Titulaire, remplacé par Mustafa Afshar à la 73e minute de jeu.        |
| 6.                                       | 12 mai 2014                              | Stade Al-Kuwait SC, Koweït, Koweït                           | Kirghizistan                             | 1-0                                      | Match amical                                              |                                          | Entre en jeu à la place de Mustafa Azadzoy.                           |
| 7.                                       | 20 mai 2014                              | Hithadhoo Zone Stadium, Addu City, Maldives                  | Philippines                              | 0-0                                      | Premier tour de l'AFC Challenge Cup 2014                  |                                          | Entre en jeu à la place d'Hassan Amin à la 82e minute de jeu.         |
| 8.                                       | 22 mai 2014                              | Hithadhoo Zone Stadium, Addu City, Maldives                  | Turkménistan                             | 3-1                                      | Premier tour de l'AFC Challenge Cup 2014                  |                                          | Entre en jeu à la place de Faysal Shayesteh à la 87e minute de jeu.   |
| 9.                                       | 29 mai 2014                              | National Football Stadium, Malé, Maldives                    | Maldives                                 | 1-1 8-7 t.a.b                            | Petite finale de l'AFC Challenge Cup 2014                 |                                          | Titulaire.                                                            |
| 10.                                      | 6 février 2015                           | Punjab Stadium, Lahore, Pakistan                             | Pakistan                                 | 2-1                                      | Match amical                                              | 1                                        | Titulaire.                                                            |
| 11.                                      | 13 novembre 2016                         | Stade Pamir, Douchanbé, Tadjikistan                          | Tadjikistan                              | 1-0                                      | Match amical                                              |                                          | Entre en jeu à la place de Faysal Shayesteh à la 87e minute de jeu.   |
| 12.                                      | 23 mars 2017                             | Stade Saoud bin Abdulrahman, Al Wakrah, Qatar                | Singapour                                | 2-1                                      | Match amical                                              |                                          | Entre en jeu à la place d'Omid Popalzay à la 83e minute de jeu.       |
| 13.                                      | 6 juin 2017                              | Stade Theyab Awana, Al Amardhi, Émirats Arabes Unis          | Maldives                                 | 2-1                                      | Match amical                                              |                                          | Entre en jeu à la place de Farshad Noor à la 92e minute de jeu.       |
| 14.                                      | 30 août 2017                             | Sultan Qaboos Sports Complex, Mascate, Oman                  | Oman                                     | 2-0                                      | Match amical                                              |                                          | Entre en jeu à la place de Balal Arezou à la 71e minute de jeu.       |
| 15.                                      | 10 octobre 2017                          | Stade Pamir, Douchanbé, Tadjikistan                          | Jordanie                                 | 3-3                                      | Troisième tour des éliminatoires de la Coupe d'Asie 2019  |                                          | Titulaire, remplacé par Khaibar Amani à la 47e minute de jeu.         |
| 16.                                      | 14 novembre 2017                         | Stade national Mỹ Đình, Hanoï, Viêt Nam                      | Viêt Nam                                 | 0-0                                      | Troisième tour des éliminatoires de la Coupe d'Asie 2019  |                                          | Entre en jeu à la place de Zohib Islam Amiri à la 84e minute de jeu.  |
| 17.                                      | 19 août 2018                             | Afghanistan Football Federation Stadium, Kaboul, Afghanistan | Palestine                                | 0-0                                      | Match amical                                              |                                          | Entre en jeu à la place d'Omran Haydary à la 86e minute de jeu.       |
| 18.                                      | 29 mai 2021                              | Jebel Ali Centre of Excellence, Dubai, Émirats Arabes Unis   | Singapour                                | 1-1                                      | Match amical                                              |                                          | Titulaire.                                                            |
| 19.                                      | 3 juin 2021                              | Stade Jassim-bin-Hamad, Doha, Qatar                          | Bangladesh                               | 1-1                                      | Deuxième tour des éliminatoires de la Coupe du monde 2022 | 1                                        | Titulaire.                                                            |
| 20.                                      | 11 juin 2021                             | Stade Jassim-bin-Hamad, Doha, Qatar                          | Oman                                     | 2-1                                      | Deuxième tour des éliminatoires de la Coupe du monde 2022 |                                          | Titulaire.                                                            |
| 21.                                      | 15 juin 2021                             | Stade Jassim-bin-Hamad, Doha, Qatar                          | Inde                                     | 1-1                                      | Deuxième tour des éliminatoires de la Coupe du monde 2022 |                                          | Titulaire, remplacé par Zubayr Amiri à la 86e minute de jeu.          |

## Palmarès

### En club
- Championnat de Kaboul
  - Champion : 2013
- Championnat d'Afghanistan
  - Champion : 2013, 2014, 2016
  - Vice-champion : 2015, 2017
- Kyrgyzstan League
  - Vice-champion : 2018
- Coupe du Kirghizistan
  - Vainqueur : 2021
  - Finaliste : 2018
- Supercoupe du Kirghizistan
  - Vainqueur : 2018
- Meilleur buteur du Championnat d'Afghanistan : 2016 (6 buts), 2017 (5 buts)
- Meilleur buteur de la Sheikh Kamal International Club Cup : 2017 (4 buts)

### En sélection
- Coupe d'Asie du Sud
  - Vainqueur : 2013